# Pavillon de l'eau
Pavillon de l’eau (tj. Pavilon vody) je vzdělávací prostor pro veřejnost o vodě patřící městu Paříž a spravované Eau de Paris, městským podnikem odpovědným za úpravu a distribuci vody v Paříži. Eau de Paris zde nabízí stálou expozici věnovanou systému zásobování vodou hlavního města, dočasné výstavy, aktivity pro děti (vzdělávací aktivity, promítání apod.) a tematická setkání. Pavilon se nachází na adrese 75-77 avenue de Versailles v 16. obvodu.

## Historie budovy
V roce 1828 bylo mezi Quai d'Auteuil a Route de Versailles instalováno parní čerpadlo, které umožnilo čerpat vodu ze Seiny a vhánět ji do nádrže poblíž dnešní nádrže Passy. Cílem bylo  dodávat vodu do obcí Auteuil a Passy.
Proti proudu Seiny také existovalo parní čerpadlo Chaillot, které zásobovalo stejnojmennou čtvrť. Z důvodu jeho  opotřebením a kouře z komínů, obtěžující stále více urbanizované okolí bylo rozhodnuto o jeho přemístění.
Na konci 19. století se tato stará požární čerpadla nacházející se na západ od hlavního města jevila jako zastaralá. Městská rada Paříže poté odhlasovala výstavbu nového přečerpávacího zařízení schopného dodávat užitkovou vodu ze Seiny do nových nádrží Passy, určené pro Buloňský lesík a pro údržbu ulic.
Nová vodárna byla postavena na místě starého požárního čerpadla Auteuil z roku 1900 firmou Pacotte. Skládala se ze dvou samostatných budov, kde se na straně ulice nacházela strojovna a na straně nábřeží kotelna. Ty pohybovaly čerpadla, která čerpala vodu z řeky. Voda, která nebyla pitná, byla následně hrubě filtrována.
Fasády této průmyslové haly měly několik úrovní, podklad z kamene, stěny z cihel s arkýři obklopené červenými cihlami, zatímco kostra a římsa byly kovové. Rozlehlé střechy měly světlíky, které umožňovaly osvětlení i ventilaci. Na spojnici obou budov stál vysoký cihlový komín, později odstraněný.
Tento nový závod byl však také velmi náročný na uhlí a obtížně se přizpůsoboval vývoji nových, účinnějších strojů. Po první světové válce byl proto zahájen nový projekt. V roce 1925 byla postavena továrna B z červených cihel (93 avenue de Versailles), na jejím frontonu je uvedeno datum výstavby.
V roce 1955 byla továrna A uzavřena. Ze strojovny se nejprve stala garáž pro auta, poté v ní sídlily administrativní služby až do její přeměny v roce 2007 na Vodní pavilon.
Továrna B byla modernizována v roce 1952, uhlí bylo nahrazeno elektřinou. Funguje dodnes, voda, kterou čerpá, se používá k plnění jezer v Buloňském lesíku, zalévání zelených ploch a čištění ulic. V Paříži jsou dvě další podobná čerpací zařízení - v La Villette z roku 1989 a v Salpêtrière z roku 1994.
Vodní pavilon, tedy továrna A, stejně jako továrna B a její kovové schodiště byly 30. ledna 2020 zapsány mezi historické památky.

## Stálá expozice
Stálá expozice „Zásobovat Paříž vodou“ představuje zásobování Paříže vodou a její historii od galsko-římských akvaduktů až po současnost.
Od počátku našeho letopočtu, kdy se Paříž jmenovala Lutetia, zažilo město čtyři hlavní období v distribuci vody. Gallo-římská éra, středověk, novověk a nakonec období průmyslové revoluce v 19. století. Ten představuje radikální obrat v zásobování města vodou.